# SIGNAL (KAT-TUNの曲)
「SIGNAL」（シグナル）は、日本の男性アイドルグループ、KAT-TUNの2枚目のシングル。

## 概要
収録曲・ジャケットデザインともに、初回限定盤と通常盤では異なっている。
表題曲「SIGNAL」のビデオ・クリップはこのシングルには収録されておらず、『KAT-TUN 10TH ANNIVERSARY BEST “10Ks!”』〈期間限定盤2〉特典DVD「KAT-TUN Video Clips」に収録されている。
尚、ジャニーズ事務所としては当時異例の対応として、後に事務所初として報道された嵐のサブスク解禁(＊この為嵐の解禁は実際は初では無く3例目である)より前に本シングルを始め、前シングルのReal Face、そして5人になってからのシングルGoing!〜UNLOCKのカップリングを除いたフルが一部配信サイト(*Johnny's Net,エム・ティー・アイ ミュージック(*現Musjc.jp)ドワンゴ・ジェイピー　レコード直営ミュージック(*現レコチョク) KDDI(LISMO MUSIC)、NTTdocomo運営ストア、Softbank運営ストア)にて通信販売をしていた為(In Fact〜UNLOCKは、16年3月末まで、Going〜Face to Faceは13年8月末頃まで、Real Face〜Love Yourself 〜君が嫌いな君が好き〜は10年4〜5月頃まで、そしてその他アルバム(come Hereまでも同様に過去にフルでの配信があった。)厳密にはジャニーズ事務所の楽曲がフルでネット通信販売されるのはSMAPに続いて二番目である。
このシングルから曲の選曲をメンバー内で決めていっていたが、膨大な数の候補サンプル曲のチェックだったことからスケジュールが困難だった事を後に亀梨が語っている
。

## 収録曲

### CD
※は通常盤のみ収録。
1. SIGNAL
作詞：ma-saya、作曲：Joey Carbone & リサ・ファン、編曲：AKIRA、Rap詞：JOKER
  - NTT DoCoMo「new 9 series」CMソング[2]
  - ニッポン放送『KAT-TUN スタイル』7月 - 10月中間テーマソング
2. I'll be with you※
作詞：白井裕紀, 新美香、作曲：Shusui, Carl Sahlin, Peter Ledin, Peter Moden、編曲：長岡成貢
3. SIGNAL（オリジナル・カラオケ）
4. I'll be with you（オリジナル・カラオケ）※

### DVD
※初回限定盤のみ収録
- 『Making of "SIGNAL"』(*記載は無いが本作のMVの一部が使われたCM(イクゼ音楽篇)が収録されている。)